# Comté de Jaffa et d'Ascalon
Le comté de Jaffa est un fief sur le littoral du royaume de Jérusalem, qui est aussi une marche face à l'Égypte fatimide.

## Histoire
La ville de Jaffa fut prise dès 1099, et Baudouin Ier en fit un comté qu'il confia à Hugues du Puiset. En 1135 le comte Hugues II fut accusé d'adultère avec la reine Mélisende de Jérusalem, et son comté fut confisqué, pour être donné en apanage à des membres de la famille royale. En 1153, la ville d'Ascalon est prise, et le comté devient comté de Jaffa et d'Ascalon. Jaffa fut prise par Saladin après la bataille de Hattin en 1187, et reconquise en 1191 par Richard Cœur de Lion. Elle fut définitivement prise par les musulmans en 1268. Ascalon fut reprise par les Mamelouks en 1247.
À la suite de la perte définitive de Jaffa en Terre sainte, les comtes de Jaffa se réfugièrent, comme d'autres seigneurs du royaume de Jérusalem, à Chypre où leurs titres continuèrent d'être transmis. Des fiefs insulaires leur furent donnés pour compenser la perte de leurs possessions continentales. Par ailleurs, les rois de Chypre étant devenu rois de Jérusalem à partir de 1268, le titre de comte de Jaffa devint encore plus enraciné sur l'île de Chypre. 
Enfin, durant le règne de Catherine Cornaro, le titre de comte de Jaffa devint définitivement associé à la famille vénitienne Contarini lorsque la souveraine l'offrit à son cousin Giorgio I. Ses descendants continuèrent à revendiquer ce titre même après la perte de Chypre et des terres qui s'y trouvaient lors de la conquête ottomane de 1570.

## Géographie
Fief le long de la côte entre la mer Méditerranée et Jérusalem.

## Féodalité
Suzerain : roi de Jérusalem.
Vassaux : 
- le seigneur d'Ascalon
- le seigneur d'Ibelin
- le seigneur de Rama
- le seigneur de Mirabel

## Liste des comtes
- 1118-1122 : Hugues Ier du Puiset
- 1122-1123 : Albert de Namur, marié à Mabille de Roucy, veuve d'Hugues Ier.
- 1123-1135 : Hugues II du Puiset, fils de Hugues Ier et de Mabille de Roucy
  - 1135-1151 : domaine royal
- 1151-1163 : Amaury Ier de Jérusalem, frère du roi Baudouin III
  - 1163-1176 : domaine royal
- 1176-1177 : Guillaume de Montferrat et son épouse Sibylle de Jérusalem, fille d'Amaury Ier et sœur de Baudouin IV le Lépreux
- 1177-1180 : Sibylle de Jérusalem, seule comtesse en titre.
- 1180-1186 : Guy de Lusignan et son épouse Sibylle de Jérusalem.
  - 1186-1191 : domaine royal
- 1191-1193 : Geoffroy Ier de Lusignan (mort en 1216)
- 1193-1198 : Aimery II de Lusignan (mort en 1205)
  - 1198-1208 : domaine royal
- 1208-1209 : Hugues Ier de Chypre et son épouse Alix de Champagne
  - 1209-1221 : domaine royal
- 1221-1246 : Gautier de Brienne, neveu de Jean de Brienne, roi de Jérusalem
- 1247-1266 : Jean d'Ibelin (mort en 1266). Ascalon est prise par les Mamelouks en 1247.
- 1266-1276 : Jacques d'Ibelin (mort en 1276), fils du précédent.

Il perd Jaffa en 1268. À partir de cette date, le titre comtal n'est qu'un titre dénué de possession territoriale en Palestine.
- 1276-1304 : Guy d'Ibelin, baron chypriote, son frère.
- 1304-1316 : Philippe d'Ibelin, son fils.
- 1316-1349 : Hugues d'Ibelin (+1349), sénéchal de Jérusalem, son frère.
- 1349-1352 : Balian d'Ibelin (+1352), son fils.
- 1352-1365 : Guy d'Ibelin (en) (+1365), son frère.
- 1368 : Jean d'Ibelin (+1367), son fils.
- 1375-1375 : Rénier LePetit, seigneur chypriote, beau-frère du précédent.
- 1439-1463 : Jacques de Flory, gouverneur du royaume de Chypre (premier ministre) (+1463).
- 1463-1473 : Juan Perez Fabrice, catalan, capitaine des galères de Chypre (+1473).
- 1473-1474 : Louis Perez Fabrice, son fils mineur (+1474).
- 1474-1510 : Giorgio I Contarini, cousin de Catherine Cornaro.
- 1510-1560 : Tommaso I Contarini, son fils.
- 1560-1578 : Giorgio II Pietro Domenico Contarini, son fils.

Après la prise de Chypre par les Turcs, il perd les fiefs chypriotes attachés au titre de « Comte de Jaffa et d'Ascalon ». Le titre de comte de Jaffa et d'Ascalon est désormais un titre féodal strictement vénitien.
- 1578-1617 : Tommaso II Contarini, son fils.
- 1617-1630 : Giulio Contarini, son fils.
- 1630-1675 : Tommaso III Contarini, provéditeur extraordinaire de Dalmatie, son fils, sans postérité.

Le titre et le prérogatives passèrent à une branche cadette des Contarini descendante du comte Giorgio II.
- 1675-1684 : Frederico Contarini, son cousin, sans postérité.
- 1684-1714 : Angelo Contarini, son neveu.
- 1714-1756 : Giorgio III Contarini, membre du Conseil des Dix, son fils.
- 1756-1783 : Alvise I Contarini, sénateur, son fils.
- 1783-1810 : Alvise II Giorgio Contarini, sénateur, son fils, sans postérité.
- 1810-1817 : Alvise III Angelo Contarini del Zaffo, son frère.
- 1817-18?? : Alvise IV Gaspare Contarini del Zaffo, son fils.